# 譚雅士大宅

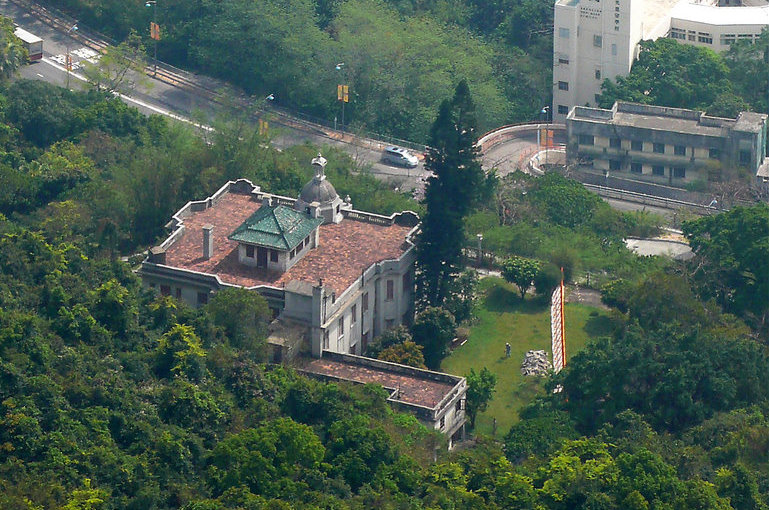
Jessville

譚雅士大宅（英語：Jessville，又稱薄扶林道128號）位於香港南區薄扶林道128號的大型豪宅，大宅連花園佔地約六萬平方呎，由香港前首席大法官楊鐵樑爵士的岳父譚雅士於1929年購入地皮，於1931年建成，大宅名稱「Jessville」取自譚雅士愛妻名字杜佩珍（英語：Jessie Tam）。譚雅士一直居住在大宅直到1970年左右為止。
譚雅士是執業大律師，二戰前曾任立法局和市政局非官守議員、東華醫院首總理、保良局主席等職，戰後曾任中央裁判司署裁判司和香港大學終身校董。

## 外觀及景色
Jessville為一座兩層高建築，外觀呈灰色，建築具意大利文藝復興時代色彩，亦同時揉合了裝飾派的藝術特色，包括具有意大利文藝復興時期建築特色的圓拱頂，又有新古典主義的門廊、欄杆、裝飾用扶手、三角牆、挑檐、基座，同時糅合裝飾藝術風格的線條，在香港已相當少見。平面為柏拉蒂奧式設計，極為對稱。大宅樓底極高，建有寬闊的柱廊；屋頂上建有一座中式凉亭，風格中西合璧。大宅周圍的鐵欄上有雞隻以及犬隻的圖案。大宅前的花園，花草仍有工人打理，但噴泉則已沒有運作；旁邊則有一座L形的工人宿舍附屬建築。從大宅的閘口向南可遠眺東博寮海峽以及南丫島。建築反映了戰前香港的建築風格和技術，及殖民地時代上流社會品味。

## 後續發展
大宅出售前由譚雅士身為建築師的兒子譚正擔任董事的一家私人公司擁有，早前先後兩次申請清拆，屋宇署將此個案轉交古物古蹟辦事處跟進，研究需否列作古蹟保留，於2007年4月20日宣佈列為暫定古蹟，暫緩拆卸一年以便與業權擁有人共同協商未來用途。2008年1月，發展局局長林鄭月娥表示經諮詢後認為Jessville大宅的歷史價值未足以成為法定古蹟，將會撤銷該大宅暫定古蹟的地位，改列為三級歷史建築。業主亦同意保留歷史建築物，重新向城市規劃委員會提出發展方案，包括在原本土地發展住宅及保留大宅。
同年10月，行政會議通過Jessville保育方案，業主可以在該地界內興建的兩幢分別為17層及21層樓高住宅樓宇，地積比率為2.1，較薄扶林分區規劃大綱圖的許可上限3為低。兩棟樓宇合共提供72個住宅單位、83個私家車車位、4個電單車車位及2個上落客貨車車位。發展條件是Jessville必須保留下來，並會活化作私人住宅的住客會所，當局規定業主日後要至少每周免費向公眾開放一次，讓市民可以入內觀賞這座大宅。
但業主認為，按地政總署要求的補地價，加上建築費用，原方案並不可行，遂縮減發展規模只建一幢住宅，單位數目由七十二個減至三十三個，Jessville改建為四個單位。業主建議在Jessville外另設公眾觀賞區，每逢譚雅士七月廿一日生日及其妻六月廿日生日，讓公眾觀賞大宅外貌。

## 業權易手
2024年3月，大宅業主委託物業代理萊坊，以2.07億港元出售Jessville，買家為恒基兆業地產創辦人李兆基二女婿鄭啟文及順豪物業投資。